# 阿當斯角
阿當斯角（英語：Cape Adams）是南極洲的海岬，位於帕爾默地東岸，處於鮑曼半島南端，由美國探險隊發現，以隊中的機師命名，現時由南極條約體系管理。
75°4′S 62°20′W / 75.067°S 62.333°W